# Furuta Taiji
Taiji Furuta (sinh ngày 4 tháng 8 năm 1982) là một cầu thủ bóng đá người Nhật Bản.

## Sự nghiệp câu lạc bộ
Taiji Furuta đã từng chơi cho Tokushima Vortis và Banditonce Kobe.